# Пътешествие с балон
„Пътешествие с балон“ (на френски: Le Voyage en ballon) е френски семеен приключенски филм от 1960 година, чиято англоезична версия е озвучена с гласа на Джак Лемън в ролята на разказвача.

## Сюжет
Малкият Паскал (Паскал Ламорис) е очарован от изобретението на дядо си (Андре Жил)- балон, по-лек от въздуха. Възрастният мъж твърди, че е открил най-добрият за транспортиране- балон, който може да бъде контролиран докато е в небето. Надморската височина, скоростта и посоката му се определят и ръководят от пилота.
Когато дядото представя изобретението си на демонстрация, Паскал се качва на борда и издига балона нагоре в небето, отправяйки се на незабравимо приключение. Балонът пътува над Бретан, след това над цяла Франция и океана и накрая лети около Монблан в Алпите.
Въпреки това се оказва, че балона не е толкова лесен за управление. По време на полета църковните кули се оказват заплаха, а комините на фабриките заприличват на вулкани. След като по невнимание балонът завлича простор с пране и се приземява в Бретан, Паскал става гост на сватбено тържество.
Въпреки че аварийното приземяване доказва, че балона не е много надежден, Паскал преживява едно страхотно приключение.

## В ролите
- Паскал Ламорис като Паскал
- Морис Баке като механика
- Андре Жил като дядото
- Джак Лемън като разказвача (в англоезичната версия)

## Интересен факт
Изпълнителят на главната роля във филма Паскал Ламорис тогава е десетгодишен и е син на режисьора Албер Ламорис.

## Награди и номинации
- Награда Сант Жорди за най-добра операторска работа в чуждестранен филм на Морис Фелус и Ги Табари от 1962 година.
- Награда на „Международната католическа организация в областта на киното“ за Албер Ламорис от Международния кинофестивал във Венеция, Италия през 1960 година.
- Номинация за Златен лъв за най-добър филм от Международния кинофестивал във Венеция, Италия през 1960 година.[1]